# Tan Zhongyi
Tan Zhongyi (Chongqing, 29 maggio 1991) è una scacchista cinese, grande maestro.
È stata campionessa del mondo femminile nel 2017, titolo che ha perso nel 2018 contro Ju Wenjun. È campionessa del mondo rapid femminile e quattro volte campionessa cinese femminile.

## Carriera
Nel 2015 ha vinto per la prima volta il campionato cinese femminile di Xinghua.
In marzo 2017, a Teheran, si è aggiudicata il Campionato del mondo femminile, battendo nella finale agli spareggi rapidi, per 3,5-2,5, l'ucraina Anna Muzychuk.
In virtù di questa vittoria la FIDE le ha attribuito, per regolamento, il titolo di Grande Maestro (GM) assoluto.
Nel maggio 2018 disputa a Shanghai e Chongqing un match valevole per il Titolo contro la connazionale Ju Wenjun venendo sconfitta 4,5 a 5,5.
Nel novembre 2018 ha preso parte al Campionato del mondo femminile. Dopo aver superato nel primo turno la connazionale Sun Fanghui per 1½ - ½ è stata eliminata al secondo turno dalla uzbeka Gulrukhbegim Tokhirjonova per 1½ - 2½ dopo gli spareggi rapid.
Nel gennaio 2019 vince il premio per la miglior donna nel Tradewise Gibraltar Chess Festival con 7 punti.
Nel dicembre 2020 vince il campionato cinese femminile di Xinghua con il punteggio di 8 su 11 Fu il suo secondo titolo nazionale femminile.
Nel maggio del 2021 vince per la terza volta il campionato cinese femminile di Xinghua.
Nel 2022 conquista il titolo mondiale rapid femminile, dopo aver battuto agli spareggi la kazaka Dinara Säduakasova con il risultato di 1,5-0,5. Al Torneo delle candidate, supera i primi due turni a eliminazione diretta, battendo prima Kateryna Lahno e successivamente Aleksandra Gorjačkina, rispettivamente per 4,5-3,5 e 1,5-0,5, qualificandosi alla finale del torneo. Nella finale, disputatasi tra marzo e aprile del 2023 viene sconfitta dalla connazionale Lei Tingije in un match di sei partite per 1,5-3,5.
Nel 2024 vince per la prima volta il Torneo delle candidate, disputatosi a Toronto, candidandosi per la seconda volta a un match per il titolo mondiale, la prima volta come sfidante. Sfiderà la connazionale Ju Wenjun campionessa in carica.
Nel 2025, in aprile tra Chongqing e Shanghai viene sconfitta nel Campionato del mondo femminile di scacchi 2025 per 6,5-2,5 da Ju Wenjun.